# Silvana Imam

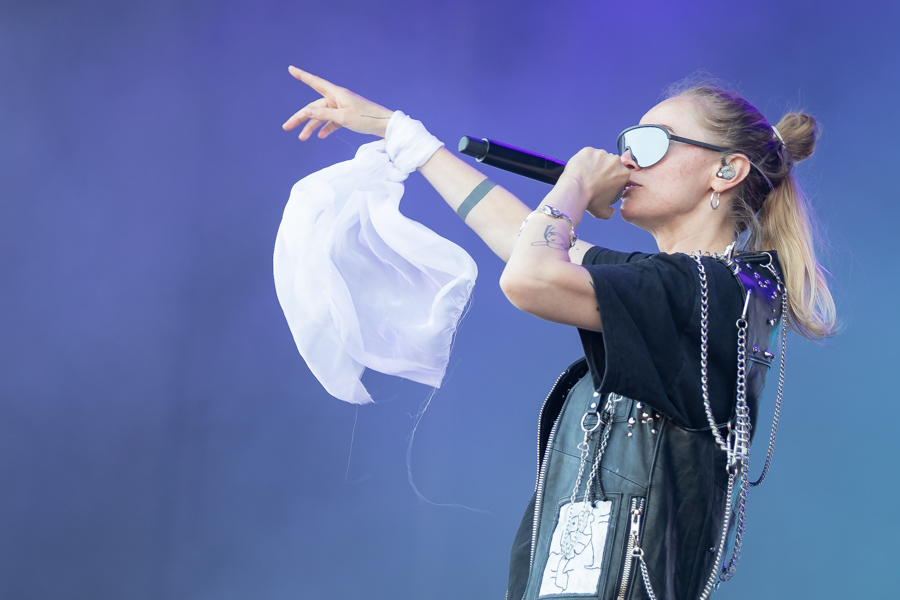
Silvana Imam på Stavernfestivalen 2019.

Silvana Imam (tidigare under artistnamnet Silvana Solo), född 19 september 1986 i Klaipėda, Litauen, är en svensk rappare. Hon skivdebuterade i maj 2013 med albumet Rekviem på Playground Music och har därefter släppt albumet Naturkraft (2016), Helig moder, 2019, och hennes senaste album Tro som kom ut i januari 2025. Imam fick en Grammis som årets artist 2016 och tilldelades priset för årets liveakt vid Manifestgalan 2015 och 2017.

## Biografi
Silvana Imams mor Lilia är språkvetare från Samogitien i Litauen, och hennes far Talal är jurist och journalist från Homs i Syrien. Via en tid i Prag flyttade familjen då hon var fyra år från Litauen till Sverige, där de bodde ett år i Kiruna. Därefter flyttade de till Stockholmsförorten Jakobsberg, där hon växte upp och bland annat spelade basket, gick i högstadiet i idrottsklass i Barkarby och sedan på Källtorpskolan. Efter gymnasiet arbetade hon som lärarvikarie med planer på att bli lärare och blev sedan en tid fotomodell i New York. Tillbaka i Sverige tog hon 2012 en magisterexamen i psykologi och engelska på Stockholms universitet. Hon blev medlem i hiphopkollektivet RMH. 2012 nominerades hon till årets nykomling på Kingsizegalan och i maj 2013 släppte hon sitt debutalbum Rekviem på skivbolaget Playground Music. Med på albumet var bland annat ett samarbete med Min stora sorg på låten "Blomstertid, igen".
I maj 2014 släpptes hennes EP När du ser mig – Se dig, med bland annat singeln "I•M•A•M" och "Jag är en fakkin gee", som Adam Tensta och Julia Spada gästade. Därefter genomförde hon turnén Jag ser dig. Silvana Imam blev i januari 2015 signad till Sebastian Ingrossos skivbolag Refune Records. I februari blev hon utnämnd till Årets Homo på QX Gaygalan 2015. I april 2015 släpptes hennes andra EP Jag dör för dig, vilket blev början till turnén Jag är naturkraft. Hon blev samma år utnämnd till "Årets textförfattare" på Musikförläggarnas pris. Den 16 januari 2016 vann hon P3 Guldgalans pris Guldmicken, vilket delas ut till årets bästa liveakt. "Inför återvandringen!!" var hennes första utlåtande.
Imam var tidigare i ett förhållande med Beatrice Eli och i juni 2015 uppträdde de tillsammans i Göteborg under namnet Vierge Moderne.
Den 21 augusti 2016 medverkade Imam som sommarvärd i Sommar i P1. I programmet lyfte hon genom sin låt "Hon va" – som går igenom delar av hennes liv i kronologisk ordning – ämnen rörande uppväxt, karriär och hur jantelagen gjort henne till rappare. 28 oktober 2016 släppte Håkan Hellström en Nisj remix av sin låt "Du fria" där Imam medverkar. Sommaren 2017 framförde de låten live på en del av Hellströms konserter.
Imam har utöver detta medverkat i ett flertal andra artisters låtar, med exempel som Thomas Stenströms "Det här är inte mitt land", Michel Didas "Höru Mej Bae (Remix)" tillsammans med Cherrie, Sabina Ddumba, Seinabo Sey och Mapei, och Jaqes "Guldtänder". 
Under september månad år 2017 ägde utställningen Nonsense Warrior rum på Scenkonstmuseet i Stockholm. Utställningen var ett samhällskritiskt projekt med syfte "... att ifrågasätta all nonsens som våra sinnen dagligen utsätts för. Och med galleriet hylla samtidens nonsense warriors", skriver Silvana på sitt Instagramkonto.
Utställningen genomfördes i samarbete med konstnären Hanna Kisch, den antirasistiska plattformen This is Sweden samt Make Equals initiativ #ochjagprotesterade. Utställningen var under ständig förändring med olika medverkande konstnärer och händelser i form av pop up-shops med försäljning av merch, gästande tatuerare och Warrior Workout-pass i galleriet.
I september 2017 släpptes Third Culture Kids av Ra Hidaya Modig, där Imam medverkar bland ett 40-tal andra personer. Boken är ett samlingsverk med bild, text och uttryck från samtidens third culture kids i Sverige.
15 september 2017 var det Sverigepremiär av filmen om Imam, "Silvana – väck mig när ni vaknat", regisserad av dokumentärfilmarna Mika Gustafson, Olivia Kastebring och Christina Tsiobanelis. I mars 2018 gav Silvana Imam ut fotoboken Silvana  (Norstedts förlag), som förutom bilder också innehåller de flesta av hennes låttexter.
Silvana Imam medverkade i TV-programmet Så mycket bättre år 2020.
2023 medverkade hon i SVT-serien När hiphop tog över. Samma år debuterade hon som skådespelare när hon porträtterade en småkriminell slagskämpe i den svenska thrillern Dogborn. Samma år scendebuterade hon även när hon gjorde huvudrollen som Hamlet på Kulturhuset Stadsteatern. Imam skrev sex nya låtar till föreställningen.
Imam talar fem språk: svenska, engelska, arabiska, litauiska och tjeckiska.

## Priser och utmärkelser
- 2015 –  RFSL-Stockholms pris Regnbågspriset
- 2015 – Årets liveakt på Manifestgalan
- 2016 – Årets Artist på Grammisgalan
- 2016 – Årets artist på P3 Guldgalans Guldmicken
- 2017 – Årets liveakt på Manifestgalan
- 2015 – Årets textförfattare på Musikförläggarnas pris

## Diskografi

### Studioalbum
| År   | Albumdetaljer                                                                                             |
| ---- | --- |
| 2013 | Rekviem - Släppt: 20 maj 2013 - Skivbolag: Playground Music - Format: Digital nedladdning                 |
| 2016 | Naturkraft - Släppt: 25 mars 2016 - Skivbolag: Refune Records - Format: Digital nedladdning, vinyl        |
| 2019 | Helig moder - Släppt: 15 februari 2019 - Skivbolag: Naturkraft Silvana Imam - Format: Digital nedladdning |
| 2025 | Tro - Släppt: 31 januari 2025 - Skivbolag: Naturkraft Silvana Imam - Format: Digital nedladdning          |

### EP
| År   | Albumdetaljer                                                                                             |
| ---- | --- |
| 2011 | Silverlinan / 19.09                                                                                       |
| 2014 | När du ser mig – Se dig - Släppt: 28 maj 2014 - Skivbolag: Playground Music - Format: Digital nedladdning |
| 2015 | Jag dör för dig - Släppt: 29 april 2015 - Skivbolag: Refune Records                                       |

### Singlar
| År   | Titel                              | Album                   |
| ---- | ---------------------------------- | ----------------------- |
| 2012 | Svarta Madam                       |                         |
| 2014 | "I•M•A•M"                          | När du ser mig - Se dig |
| 2015 | "Knark"                            | Inget album             |
| 2015 | "Knark (Michel Dida & TUAI remix)" | Inget album             |
| 2015 | "För evigt" (med Marlene)          | Jag dör för dig         |
| 2018 | "Fri"                              |                         |
| 2018 | "Bulletproof Baby"                 |                         |
| 2018 | "Vikken då"                        |                         |

## Filmografi
- 2017 – Silvana – Väck mig när ni vaknat
- 2022 – Dogborn
- 2024 – Eksplosjoner i hjertet

## Teater

### Roller
| År   | Roll   | Produktion                 | Regi         | Teater                   |
| ---- | ------ | -------------------------- | ------------ | ------------------------ |
| 2023 | Hamlet | Hamlet William Shakespeare | Sunil Munshi | Kulturhuset Stadsteatern |